# Marion County, Illinois
Marion County är ett administrativt område i delstaten Illinois, USA, med 39 437 invånare.  Den administrativa huvudorten (county seat) är Salem.

## Geografi
Enligt United States Census Bureau har countyt en total area på 1 491 km². 1 482 km² av den arean är land och 9 km² är vatten.

### Angränsande countyn
- Fayette County - nord
- Clay County - öst
- Wayne County - sydost
- Jefferson County - syd
- Washington County - sydväst
- Clinton County - väst